# 考氏鰍
考氏鰍為輻鰭魚綱鯉形目鰍科的其中一種，為溫帶淡水魚，被IUCN列為瀕危保育類動物，分布於歐洲西班牙及葡萄牙Ebro及Douro河流域，體長可達10公分，棲息在水淺、岩石底質的河川上游，生活習性不明，受到汙染及外來物種的威脅。

## 扩展阅读
維基物種上的相關：考氏鰍